# François de Franquetot de Coigny
Pour les autres membres de la famille, voir Famille de Franquetot.
François de Franquetot, comte puis duc de Coigny, né le 16 mars 1670 au château de Coigny près de Coutances, fils de Robert de Franquetot, comte de Coigny, lieutenant-général des armées du Roi et de Marie-Françoise de Matignon, mort à Paris le 18 décembre 1759, est un maréchal de France.

## Biographie
Il commence sa carrière militaire à l’âge de 17 ans en entrant, comme tous les fils de courtisans choisissant cette voie, aux mousquetaires. En 1687 il participe à la campagne d’Alsace (prise de Philippsburg et de Mannheim), cornette de la compagnie. Mestre de camp du régiment Royal-Étranger cavalerie, il sert en Allemagne sous le maréchal de Duras.
En 1690, capitaine au même régiment il sert dans l’armée de la Moselle sous le marquis de Boufflers, il fait partie du détachement envoyé par Boufflers en renfort au maréchal de Luxembourg, et est blessé à la bataille de Fleurus (1er juillet 1690). Sur démission de son père en 1691 il devient mestre de camp-lieutenant, toujours au Royal-Étranger. Il participe à la guerre de Succession de Bavière qui voit le ravage du Palatinat en 1693. En 1696 il fait sa première campagne en Italie.
Au début de la guerre de Succession d’Espagne il est envoyé en Flandre sous le maréchal de Boufflers et est nommé Brigadier de Cavalerie en janvier 1702, à l’âge de 32 ans.
En 1704, il sert dans l’armée de son père en Allemagne, et après le décès de celui-ci prend le titre de comte de Coigny, et recueille sa charge de gouverneur et grand-bailli de Caen. Immédiatement après il est fait entre octobre et décembre 1704 Inspecteur Général de la cavalerie et des dragons, maréchal de camp et sur la démission du duc de Guiche, Colonel Général des dragons. Il fait toutes les campagnes de la guerre de succession d’Espagne, lieutenant-général en 1709, il se distingue à la tête du Royal Piémont à la bataille de Malplaquet. Vainqueur malgré une forte infériorité en nombre à Landrecies en juillet 1711, l’année suivante par ses manœuvres habiles il est un des artisans de la grande victoire de Denain remportée par le maréchal de Villars sur le Prince Eugène et qui sauva la France de l’invasion.
Pendant la Régence, il entre en 1718 au Conseil de la guerre, dans le cadre de la polysynodie. En raison des tensions entre le Régent et Philippe V, il est envoyé en 1719 en Espagne sous le maréchal de Berwick et participe aux sièges de Fontarabie et de San-Sebastian, puis il est envoyé en Catalogne.
Chevalier des ordres du Roi en 1724, il recueille le gouvernement de la principauté de Sedan à la mort du maréchal de Grancey en novembre 1725.
Au début de la guerre de Succession de Pologne, le comte de Coigny est envoyé sous le maréchal de Villars en Italie, et cède sa charge de colonel général des dragons à son fils qui sert sous lui. Villars qui mourra à 81 ans le 17 juin cède le commandement de l’armée dans des circonstances difficiles au maréchal de Broglie et à Coigny. Ce dernier permet au roi de Sardaigne à passer le Pô à Sacca et chasse les impériaux de Colorno. Après cette action il est élevé à la dignité de maréchal de France le 14 juin 1734.
Devant Parme, le 29 juin avec le maréchal de Broglie, il bat à la bataille de San Pietro, dite de Parme les troupes du général autrichien Claude Florimond de Mercy qui y est tué, et sauve les États de la reine d’Espagne. En remerciement le roi d'Espagne Philippe V lui envoie le collier de l'ordre de la Toison d’or. Il remporte dans la foulée le 19 septembre la victoire de Guastalla sur les Impériaux, où son fils, le marquis de Coigny à la tête des dragons lance la dernière charge qui emporta la journée.
Au 1er janvier 1735 il cède son commandement au maréchal de Broglie pour aller à la cour prêter son serment de maréchal de France et est envoyé commander l’Armée du Rhin. Il y fait quelque mouvements avant la signature de la paix du traité de Vienne.
De retour à Paris, il surveille de loin la reconstruction du château de Franquetot. En 1739, à la mort du maréchal du Bourg il reçoit le gouvernement de l’Alsace en échange de celui de Sedan.
Au début de la guerre de Succession d’Autriche, il est envoyé en août 1743 pour mettre son gouvernement d’Alsace en défense, mais il n’y trouve que de très faibles troupes avec le comte de Saxe (le futur maréchal de Saxe) – 11 000 hommes d’infanterie, pour empêcher le prince Charles de Lorraine de traverser le Rhin. Après un hivernage à Strasbourg, il prend position à Huningue, puis remonte au nord vers Spire. Là le surprend la nouvelle du passage des armées impériales au niveau de Lauterbourg. Pour éviter d’être coupé de l’Alsace, avec des forces inférieures en nombre il force les lignes de la Lauter à la bataille de Wissembourg (5 juillet 1744). Au mois de novembre il réussit à s’emparer de Fribourg et démantèle la place. Il hiverne en Souabe et cesse de servir à partir de 1745.
Par lettres patentes de février 1747, il est créé duc de Coigny. Son fils étant mort en mars 1748 tué en duel par le prince des Dombes, il reprend ses charges de grand-bailli de Caen et de colonel-général des dragons. Il cède cette dernière au duc de Chevreuse en 1754.
En 1755 et 1756 il résigne en faveur de son petit-fils le gouvernement de Caen et son duché, tout en en conservant les honneurs jusqu’à son décès à Paris le 18 décembre 1759 dans sa 90e année.

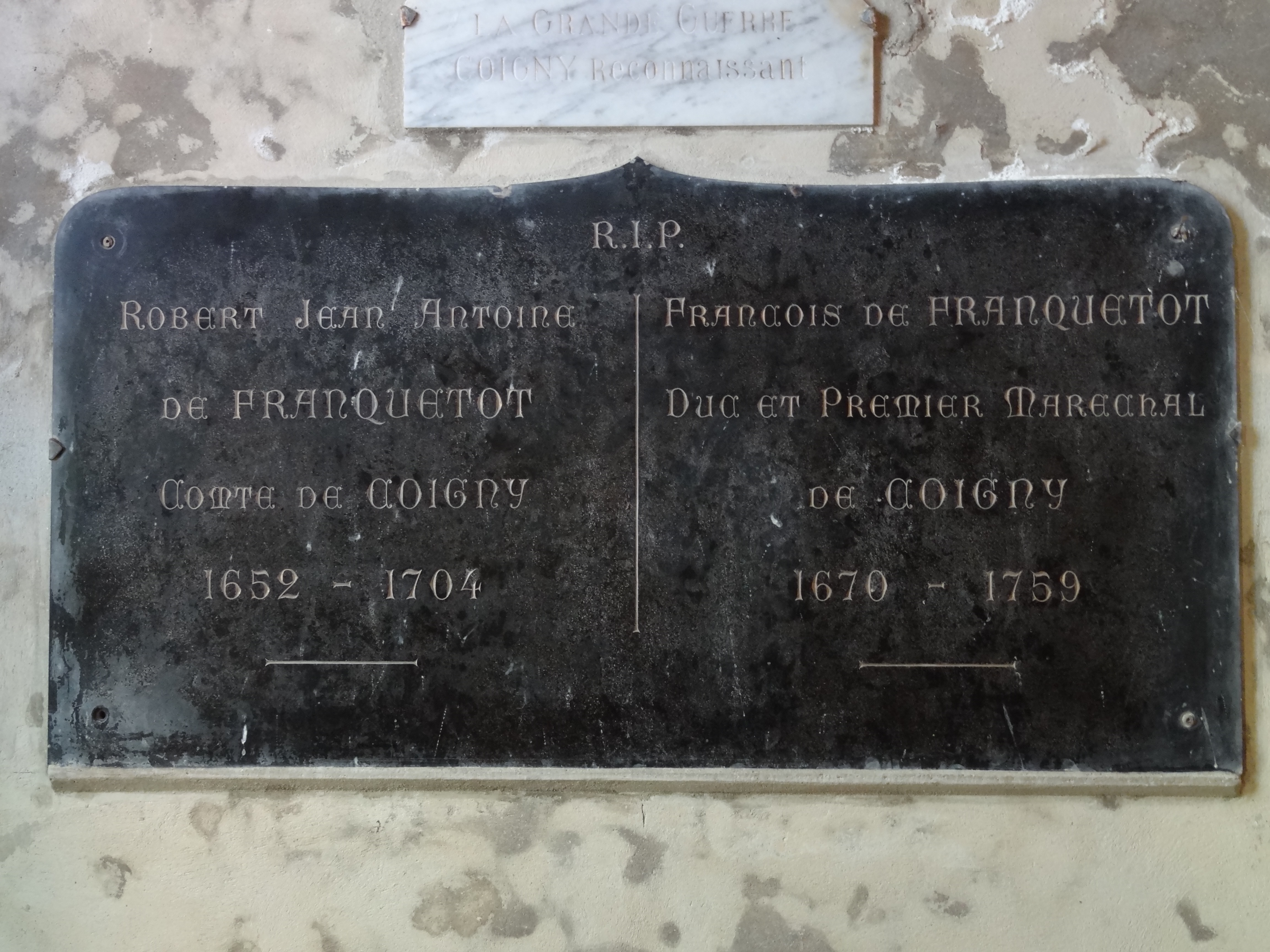
L'épitaphe de François de Franquetot de Coigny et de son père Robert Jean Antoine de Franquetot de Coigny dans l'église Saint-Pierre-et-Saint-Paul de Coigny (Manche).

Son corps fut déposé dans le caveau de la chapelle des Hommes de l'église Saint-Pierre-et-Saint-Paul de Coigny tandis que son cœur fut déposé aux côtés de celui de son père dans le chœur de cette même église de Coigny.
Il eut pour secrétaire le poète Gentil Bernard, qui l'a célébré dans ses vers.

## Famille et postérité
Il épouse par contrat du 4 décembre 1699 Henriette de Montbourcher, fille de René, marquis du Bordage et de Élisabeth Goyon de la Moussaye, cette dernière nièce de Turenne par sa mère Henriette Catherine de la Tour d'Auvergne.
Ils ont eu quatre enfants :
- Marie Françoise Adélaïde, née le 16 septembre 1700,
- Jean Antoine François marquis de Coigny, né le 29 septembre 1702, époux de Marie de Névet, père du deuxième duc de Coigny, le maréchal François Henri de Franquetot de Coigny, et grand-père d'Aimée. Il fut tué en duel par le prince de Dombes, Louis-Auguste de Bourbon (1700-1755), petit-fils de Louis XIV et de madame de Montespan[3].
- Charlotte-Henriette-Bibienne, née le 11 novembre 1703, mariée en 1726 avec Jean-Baptiste Colbert de Croissy, fils du ministre Jean-Baptiste Colbert de Torcy
- Élisabeth-Marie, née le 29 août 1705.

## Sources
Marie-Nicolas Bouillet  et Alexis Chassang (dir.), « François de Franquetot de Coigny » dans Dictionnaire universel d’histoire et de géographie, 1878 (lire sur Wikisource)
- Hon. Hew. H. Dalrymple, Annals of the Franquetot ducs de Coigny, 1910 (tiré des archives de Saint-Lô -détruites et des archives privées de la famille de Franquetot conservées actuellement à l'université de Nottingham (UK))
- Campagnes de Mons. Le maréchal duc de Coigny en Allemagne l'an 1743, 2 vol., Amsterdam 1760-61
- Potier de Courcy, suite du Père Anselme